# Paul Westphal
Paul Douglas Westphal (* 30. November 1950 in Torrance, Kalifornien; † 2. Januar 2021 in Scottsdale, Arizona) war ein US-amerikanischer Basketballspieler und -trainer. In beiden Rollen feierte Westphal in der nordamerikanischen Profiliga NBA im Lauf seiner Karriere große Erfolge:
Als Spieler der Boston Celtics gewann Westphal mit der Mannschaft im Jahr 1974 die Meisterschaft der NBA.
Als Cheftrainer führte er 1993 die Phoenix Suns in die Endspiele um den NBA-Titel. Westphal war als Spieler auf der Position des Shooting Guards mehrfacher NBA All-Star und wurde vier Mal in Auswahlmannschaften der Liga berufen. Ab 2009 war Paul Westphal als Cheftrainer der Sacramento Kings in der NBA tätig, die ihn am 5. Januar 2012 unter Hinweis auf den mangelnden Erfolg entließen.
Westphal wurde 2018 in die College-Basketball Hall of Fame und 2019 als Spieler in die Naismith Memorial Basketball Hall of Fame aufgenommen.

## Karriere als Spieler

### College
Westphal machte sich als Spieler der Aviation High School einen Namen und wurde zu einem der am meisten umworbenen College-Spieler seiner Zeit. Entgegen allen Erwartungen entschied sich Westphal dagegen, für das damals beherrschende Team der UCLA zu spielen. Stattdessen unterschrieb er bei der USC. Dort wurde er als Spieler für die Mannschaft der USC Trojans zweimal als All American ausgezeichnet. In seiner Junior-Saison führte er das Team 1970/71 zu einer Bilanz von 24 Siegen bei nur zwei Niederlagen. Eine Knieverletzung beendete seine Senior-Saison vorzeitig. 1997 wurde Westphal als Spieler dennoch in die „Hall of Fame“ der USC berufen. Seine Trikotnummer 25 wurde Westphal zu Ehren von der Vergabe an zukünftige Spieler ausgenommen. In seinen drei vollen Spielzeiten am College erzielte er durchschnittlich 16,4 Punkte pro Spiel.

### NBA

#### Anfangsjahre und NBA-Finale 1976
Westphal wurde 1972 von den Boston Celtics an zehnter Stelle der NBA Draft gewählt. Mit der Mannschaft gewann er 1974 die Meisterschaft. Im Jahr darauf wurde er zusammen mit den Draftrechten für einen Zweitrundenpick der Celtics 1975 und 1976 an die Phoenix Suns abgegeben, die im Gegenzug Charlie Scott nach Boston schickten. Beide Spieler trafen für ihre neuen Mannschaften in den NBA-Finals 1976 aufeinander. Zuvor hatte Westphal ein als Außenseiter eingestuftes Phoenix Suns-Team zu einem Überraschungserfolg über das favorisierte Team der Golden State Warriors geführt, das von Starspieler Rick Barry angeführt wurde. In der vorangegangenen regulären Saison 1975/76 hatte sich Westphal mit 20,5 Punkten pro Spiel sowie 5,4 Assists und 2,6 Steals pro Partie als spielerischer Eckpfeiler der Suns etabliert.
In Spiel fünf der Finalserie sorgte Westphal, neben entscheidenden Korbaktionen in der Schlussphase der Partie, auch für ein taktisches Novum: Bei nur zwei Sekunden verbleibender Spielzeit in der bereits zweiten Verlängerung sagte er eine Auszeit an, obwohl seiner Mannschaft keine Auszeit mehr zustand. Die Phoenix Suns wurden für den Regelverstoß mit einem technischen Foul bestraft. Den damit verbundenen Freiwurf für den Gegner verwandelten die Celtics, jedoch erhielten die Suns statt eines Einwurfs unter dem eigenen Korb im Anschluss einen Einwurf an der Mittellinie. Diese bessere Positionierung hatte Westphal bezweckt. Der Ausgleich gelang und damit wurde eine dritte Verlängerung fällig. Das Spiel verloren die Suns letztendlich, ebenso wie die Finalserie. Westphals Nutzung des Regelschlupflochs führte zu einer Änderung der Regularien durch die NBA.

#### All-Star
Ende der 70er Jahre galt Westphal als einer der besten Spieler der NBA auf seiner Position. Er wurde von 1977 bis 1981 fünf Mal in Folge zum All-Star berufen. In dieser Zeit wurde er auch drei Mal mit der Nominierung für das All-NBA First Team geehrt: 1977, 1979 und 1980. Dazu stand 1978 die Berufung in das All-NBA Second Team zu Buche. In seinen insgesamt fünf Jahren bei Phoenix, bevor Westphal zu den Seattle SuperSonics wechselte, führte er die Suns jedes Jahr in Punkten pro Spiel an. Seine Karrierebestleistung erreichte er in der Saison 1978, als er 25,2 Punkte pro Spiel erzielte.

#### Verletzung und Comeback
Vor der Saison 1980/81 wurde Westphal im Tausch gegen Dennis Johnson zu den Seattle SuperSonics transferiert. Für Seattle spielte er lediglich 36 Spiele in einer Saison, nachdem er sich einen Fuß gebrochen hatte. Die Folgesaison 1981/82 fiel für Westphal mit insgesamt nur 18 gespielten Partien auf Grund der gleichen Verletzung fast komplett aus. Nach zwei Fußoperationen verpasste er jedoch in der Saison 1982–83 lediglich zwei Spiele und startete in 59 von 80 Ansetzungen. Für sein sportliches Comeback wurde er mit dem NBA Comeback Player of the Year Award ausgezeichnet.
Seine letzte Saison als aktiver Spieler führte Westphal 1983–84 zurück zu den Phoenix Suns. Bedingt durch erneute Verletzungen absolvierte Westphal lediglich 59 Spiele und wurde während der Saisonvorbereitungen für die Spielzeit 1984/85 von der Mannschaft freigestellt. In zwei Gerichtsverfahren klagte Westphal im Nachhinein auf Auszahlung seines Gehalts für das zweite, nicht erfüllte Jahr seines Vertrages. Sein Jahresgehalt wäre für Westphal in der optionierten zweiten Saison seines Vertrages garantiert gewesen, wäre er bei mindestens 60 Spielen im Vorjahr eingesetzt worden. Im zweiten Verfahren behauptete Westphal, dass er von den Suns aus rein finanziellen Gründen nicht noch mindestens ein Spiel mehr aufgestellt wurde, obwohl seine Gesundheit das zugelassen hätte. So verfiel die Garantieklausel über ein Gehalt von 385.000 US-Dollar. Die Suns hielten dem entgegen, dass allein sportliche Gründe den Ausschlag für Westphals Nicht-Berücksichtigung gegeben hätten.
In 823 NBA-Spielen erzielte Westphal insgesamt 12.809 Punkte, bei einem Schnitt von 15,9 Punkten pro Spiel. Daneben sammelte er 3.591 Assists und 1.022 Steals. Sein Feldwurfquote lag über den gesamten Zeitraum seiner Karriere gesehen bei 50,4 Prozent.

## Karriere als Trainer

### College
Westphals Karriere als Trainer begann 1985 auf College-Niveau. In drei Jahren war er Cheftrainer zweier Colleges in Phoenix (Arizona), mit denen er insgesamt 84 Siege bei nur 27 Niederlagen erreichte. Mit der Mannschaft des Grand Canyon College gewann Westphal 1988 den Meistertitel der National Association of Intercollegiate Athletics.

### 1988–1996: Phoenix Suns
Westphal wurde 1988 als Assistenztrainer bei den Phoenix Suns angestellt. Er sollte vom damaligen Cheftrainer Cotton Fitzsimmons für dessen Nachfolge aufgebaut werden. Nach vier Jahren ersetzte Westphal Fitzsimmons am 1. Juli 1992 offiziell als Cheftrainer.
Die Saison 1992/93 schlossen die Suns mit dem Vereinsrekord von 62 Siegen bei nur 20 Niederlagen ab. Der zu Beginn der Saison verpflichtete Charles Barkley wurde nach Ablauf der Spielzeit zum wertvollsten Spieler der Saison gewählt und führte die Mannschaft auch in den Play-offs an. In die Finalserie gegen die Chicago Bulls ging Paul Westphal als der bis dahin erfolgreichste Trainerneuling der NBA-Geschichte, in Bezug auf die Siegesquote in der regulären Saison: Die Suns hatten 75,6 Prozent ihrer Spiele und den Titel der Pacific Division gewonnen. Die Marke von 62 Siegen hatte als Trainerneuling zuvor nur Bill Russell 1967/68 erreicht.
Die Finalserie 1992/93 verloren die Suns mit zwei zu vier Spielen gegen die Bulls um Michael Jordan. Westphal blieb auch in den nächsten beiden Spielzeiten mit der Mannschaft erfolgreich, in denen jeweils mindestens 55 Siege gelangen. Damit erreichte Westphal im Jahr 1995, seinem dritten NBA-Trainerjahr, die Marke von 150 Karrieresiegen. Er benötigte dafür nur 208 Spiele, lediglich fünf Spiele mehr als der Rekordhalter in dieser statistischen Kategorie, Phil Jackson. Sowohl 1993 als auch 1995 wurde Westphal zum Trainer des West-Auswahlmannschaft beim NBA All-Star Game berufen.
In den NBA-Saisons 1994 und 1995 erreichten die Suns unter Westphal jeweils die zweite Runde der Play-offs. Dort unterlag das Team aber beide Male in sieben Spielen den Houston Rockets, dem späteren Titelträger 1994 und 1995. Zu Beginn der Saison 1995/96 musste Westphal aus Verletzungsgründen auf die Schlüsselspieler Danny Manning und Kevin Johnson verzichten. Schlussendlich verletzte sich auch Barkley und Westphal wurde bei einer Saisonbilanz von nur 14 Siegen bei 19 Niederlagen entlassen. Ihm folgte sein Vorgänger, Cotton Fitzsimmons, auf den Cheftrainerposten nach.

### 1998–2000: Seattle SuperSonics
Nachdem Westphal bis zum Schulabschluss seines Sohnes als Assistenztrainer an einer High School in Phoenix tätig gewesen war, engagierten ihn die Seattle SuperSonics als Cheftrainer zur Saison 1998/99. Er führte die Mannschaft in der verkürzten Spielzeit zu einer Bilanz von 25 Siegen zu 25 Niederlagen. In der folgenden Saison erreichte das Team unter Westphal eine Bilanz von 47-35 und erreichte die Play-offs, wo es jedoch in fünf Spielen den Utah Jazz unterlag. Zu Beginn seines dritten Trainerjahres in Seattle ereignete sich während eines Spiels ein verbaler Zwischenfall zwischen Westphal und Starspieler Gary Payton. Kurz darauf entließen die SuperSonics Westphal, der bereits einige Wochen zuvor seinen Rücktritt angeboten hatte.

### 2001–2006: Pepperdine University
Zu Beginn der Saison 2001/2002 übernahm Westphal das Amt des Cheftrainers an der Pepperdine University. In seiner Spielzeit führte er die Mannschaft zu einer Bilanz von 22 Siegen bei neun Niederlagen und der Teilnahme am NCAA-Turnier. Es sollte Westphals erfolgreichste Saison bei Pepperdine sein: In der Spielzeit 2002/2003 verletzten sich zwei Schlüsselspieler und die Mannschaft erreichte 15 Siege bei 13 Niederlagen. Die nächsten beiden Spielzeiten führten zu vergleichbaren Ergebnissen. Nachdem die Spielzeit 2005/2006 für Pepperdine nach 27 Spielen nur sieben Siege aufwies, wurde Westphal mit der Begründung entlassen, dass das Team eine neue Entwicklung brauche.

### 2007–2008: Dallas Mavericks
Im Jahr 2007 war Westphal für verschiedene Fernsehsender als Basketball-Kommentator tätig war, wurde dann jedoch als Assistenztrainer der Dallas Mavericks unter Cheftrainer Avery Johnson angestellt. Im Jahr darauf wechselte er in die geschäftliche Leitung der Mavericks, nachdem ihn der neue Cheftrainer Rick Carlisle nicht in das Trainerteam berief. Zu seinen Aufgaben in dieser Position gehörten die Unterstützung des General Managers Don Nelson und Scouting.

### 2009–2012: Sacramento Kings
Im Sommer 2009 stellten die Sacramento Kings Westphal als Cheftrainer der Mannschaft ein. Die Kings hatten zuvor in der abgelaufenen Saison nur 17 Siege bei 65 Niederlagen erreicht. Sie gewannen das vierte Los im NBA-Draft 2009. Die Mannschaft wählte Tyreke Evans, der unter Westphal in seiner ersten Saison mit dem NBA Rookie of the Year Award ausgezeichnet wurde. Mit den Kings erreichte Westphal in den ersten beiden Jahren als Trainer jeweils lediglich 24 beziehungsweise 25 Siege in der regulären Spielzeit. Nachdem die Mannschaft in die Saison 2011/12 mit einer Bilanz von 2 Siegen und 5 Niederlagen gestartet war, entließ das Team Westphal und begründete dies damit, dass der erreichte Erfolg hinter den Erwartungen zurückgeblieben sei.

## Tod
Im August 2020 wurde bei Westphal ein Gehirntumor diagnostiziert, an dessen Folgen er Anfang Januar 2021 starb.

## Auszeichnungen
- NBA All-Star: 1977–1981
- All-NBA First Team: 1977, 1979, 1980
- All-NBA Second Team: 1978
- NBA Comeback Player of the Year: 1983
- National Collegiate Basketball Hall of Fame: 2018
- Naismith Memorial Basketball Hall of Fame: 2019

Westphal war Mitglied des „Ring of Honor“ der Phoenix Suns. In diese Ehrenriege werden nur Personen aufgenommen, die großen Einfluss auf die Entwicklung der Mannschaft hatten. Der Ring of Honor hat derzeit 12 Mitglieder, neben Westphal unter anderem auch dessen Trainermentor Cotton Fitzsimmons. Beide wurden 2011 gemeinsam für die Aufnahme in die Naismith Memorial Basketball Hall of Fame nominiert. Er wurde 2018 in die National Collegiate Basketball Hall of Fame als Spieler aufgenommen.